# Reprezentacja Niemiec U-17 w piłce nożnej kobiet
Reprezentacja Niemiec U-17 w piłce nożnej kobiet – zespół piłkarek nożnych do lat 17, reprezentujący Niemcy w meczach i sportowych imprezach międzynarodowych, powoływany przez selekcjonera, w którym mogą występować wyłącznie zawodniczki posiadające obywatelstwo niemieckie. Za jej funkcjonowanie odpowiedzialny jest Niemiecki Związek Piłki Nożnej (DFB).
Największymi sukcesami reprezentacji jest 6-krotne zdobycie złota na mistrzostwach Europy (2008, 2009, 2012, 2014, 2016, 2017), a także 3. miejsce na mistrzostwach świata (2008).

## Udział w turniejach międzynarodowych

### Mistrzostwa Europy
Niemieckiej drużynie 10 razy udało się zakwalifikować do finałów ME. 6 razy zdobywała tytuł mistrza (rekord). 
| Rok   | Runda                   | M                       | W                       | R                       | P                       | GZ                      | GS                      | RG                      |
| ----- | ----------------------- | ----------------------- | ----------------------- | ----------------------- | ----------------------- | ----------------------- | ----------------------- | ----------------------- |
| 2008  | mistrz                  | 2                       | 2                       | 0                       | 0                       | 4                       | 0                       | +4                      |
| 2009  | mistrz                  | 2                       | 2                       | 0                       | 0                       | 11                      | 1                       | +10                     |
| 2010  | 3.miejsce               | 2                       | 1                       | 0                       | 1                       | 3                       | 1                       | +2                      |
| 2011  | 3.miejsce               | 2                       | 1                       | 1                       | 0                       | 10                      | 4                       | +6                      |
| 2012  | mistrz                  | 2                       | 1                       | 1                       | 0                       | 3                       | 1                       | +2                      |
| 2013  | Nie zakwalifikowała się | Nie zakwalifikowała się | Nie zakwalifikowała się | Nie zakwalifikowała się | Nie zakwalifikowała się | Nie zakwalifikowała się | Nie zakwalifikowała się | Nie zakwalifikowała się |
| 2014  | mistrz                  | 5                       | 3                       | 1                       | 1                       | 10                      | 7                       | +3                      |
| 2015  | półfinał                | 4                       | 2                       | 0                       | 2                       | 10                      | 5                       | +5                      |
| 2016  | mistrz                  | 5                       | 2                       | 3                       | 0                       | 10                      | 5                       | +5                      |
| 2017  | mistrz                  | 5                       | 3                       | 2                       | 0                       | 12                      | 4                       | +8                      |
| 2018  | wicemistrz              | 5                       | 3                       | 1                       | 1                       | 20                      | 5                       | +15                     |
| 2019  | mistrz                  | 5                       | 3                       | 1                       | 1                       | 12                      | 5                       | +7                      |
| Razem | 11/12                   | 39                      | 23                      | 10                      | 6                       | 105                     | 38                      | +67                     |

### Mistrzostwa świata
Dotychczas kobiecej reprezentacji Niemiec do lat 17 zawsze udawało się awansować do finałów mistrzostw świata w tej kategorii wiekowej. W 2008 drużyna zajęła 3.miejsce, co było najlepszym wynikiem. Eliminacje do tego turnieju w strefie europejskiej odbywają się poprzez mistrzostwa Europy w każdym parzystym roku. 
| Rok   | Runda               | M  | W  | R | P | GZ | GS | RG  |
| ----- | ------------------- | -- | -- | - | - | -- | -- | --- |
| 2008  | 3.miejsce           | 6  | 4  | 1 | 1 | 16 | 6  | +10 |
| 2010  | ćwierćfinał         | 4  | 3  | 0 | 1 | 22 | 2  | +20 |
| 2012  | 4.miejsce           | 6  | 3  | 1 | 2 | 11 | 8  | +3  |
| 2014  | faza grupowa        | 3  | 0  | 1 | 2 | 5  | 7  | -2  |
| 2016  | ćwierćfinał         | 4  | 2  | 1 | 1 | 6  | 4  | +2  |
| 2018  | zakwalifikowała się |    |    |   |   |    |    |     |
| Razem | 5/5                 | 23 | 12 | 4 | 7 | 60 | 27 | +33 |